# التعليم في الصين
التعليم في الصين هو كل نشاط تعليمي ترعاه وزارة تعليم جمهورية الصين الشعبية. يوجب القانون الصيني على جميع المواطنين الذهاب إلى المدرسة لتسع سنوات على الأقل. وتوفر الحكومة التعليم الابتدائي إلى ستة سنوات، ابتداءً من السن السادسة أو السابعة، تليها ست سنوات من التعليم الثانوي لتتراوح أعمارهم بين 12 إلى 18 سنة. بعض المحافظات قد يكون التعليم الابتدائي خمس سنوات ولكن تعوض بأربع سنوات في المدرسة المتوسطة. وذكرت وزارة التعليم الصينية بأن نسبة حضور الطلاب 99٪ للتعليم الابتدائي، ومعدل 80٪ للمدارس الابتدائية والمتوسطة على حد سواء.[بحاجة لمصدر] وفي عام 1985، ألغت الحكومة الضريبة المفروضة على الطلاب من التعليم العالي، والتي تتطلب منافسة المتقدمين الجامعيين على المنح الدراسية على أساس القدرة الأكاديمية. وتم إنشاء أول مدرسة خاصة في الثمانينات بعد موافقة الحكومة.
وحصل في الصين نموا كبيرًا في التعليم، وزيادة عدد الطلاب الجامعيين، والصينيين الذين يحملون درجة الدكتوراه تضاعفوا خمسة مرات خلال الفترة 1995-2005. بلغ مجموع الجامعات والكليات في الصين 1552 وذلك في سنة 2003، ومجموع الأساتذة 725 ألف أستاذ و11 مليون طالب. ويشتهر الطلاب الصينيين بتفوقهم عالميًا، فقد حققوا نتائج وُصفت بالمذهلة في الاختبارات التربوية الدولية، حسب ما صرح به أندريس شلايشر، المسؤول عن اختبارات بيسا التي تجريها منظمة التعاون والتنمية الاقتصادية OECD والتي تعتبر المعيار الدولي الرئيس لقياس جودة الأنظمة التعليمية في البلدان المختلفة. كما أن الصين تحقق مراكز متقدمة في الأولمبيادات العالمية.